# Kaktusfrüchte (Film)
Kaktusfrüchte (Originaltitel: Cactus Pears, Marathi: Sabar Bonda) ist ein Spielfilm von Rohan Parashuram Kanawade aus dem Jahr 2025. Es handelt sich um eine Koproduktion zwischen Indien, dem Vereinigten Königreich und Kanada.

## Handlung
Anand, schwuler Mann, der in einem Callcenter arbeitet, kehrt nach dem Tod seines Vaters für eine zehntägige Trauerzeit von Mumbai in sein westindisches Heimatdorf zurück. Dort entwickelt sich eine heimliche Romanze mit seinem Jugendfreund Balya, während er mit dem Druck der Familie und religiösen Ritualen ringt.

## Produktion
Der Film wurde 2025 als internationale Koproduktion zwischen Indien, Großbritannien und Kanada realisiert. Die Weltpremiere fand vom 26. Januar 2025 beim Sundance Film Festival in der Sektion “World Cinema Dramatic Competition” statt. Hier wurde zum ersten mal ein Film in der Sprache Marathi gezeigt. Er wurde als bester ausländischer Film ausgezeichnet.
Der Film wird bei Festival-Vorführungen in Marathi mit Untertiteln vorgeführt. Die deutsche Premiere findet im Rahmen des Queerfilmfestival im September 2025 statt.
Kaktusfrüchte wird in Deutschland von Salzgeber ind Kino gebracht.

## Preise
- 2025 Grand Jury Prize in der Sektion “World Cinema Dramatic Competition”, Sundance Film Festival

## Rezeption
Im Katholischen Filmdienst wurde Kaktusfrüchte von als ein „feinfühliges Drama um Trauer, Identität und schwule Liebe im ländlichen Indien, gefilmt in ruhigen Bildern und mit großem Gespür für soziale Zwischentöne“ gewürdigt.
In Screen Daily wird der Film beschrieben als: „subdued, sensitive study of bereavement and the quietly radical act of being queer in a rural, lower-class Indian community.“ (Deutsche Übersetzung: „Eine zurückhaltende, einfühlsame Studie über Trauer und den stillen, radikalen Akt, in einer ländlichen, unteren indischen Gesellschaft queer zu sein.“)
Im Katalog des New Zealand International Film Festival wurde Kaktusfrüchte als „a sensual, tender queer romance … Cactus Pears sees love grow from death“ charakterisiert. (Deutsche Übersetzung: "Eine sinnliche, zärtliche queere Liebesgeschichte … In „Cactus Pears“ erwacht die Liebe aus dem Tod.")